# Bertrand de Jouvenel
Bertrand de Jouvenel des Ursins, född 31 oktober 1903 i Paris, död där 1 mars 1987, var en fransk baron, filosof, nationalekonom och framtidsforskare, som var banbrytande inom den politiska ekologin.

## Biografi
Bertrand de Jouvenel var son till Henry de Jouvenel och Sarah Boas, dotter till en judisk företagare. Föräldrarna skildes 1912, och fadern gifte om sig med den franska författaren Colette. 
Under 1930-talet var de Jouvenel i Tyskland som utrikeskorrespondent för en tidning. Efter andra världskriget föreläste han i samhällsvetenskap i England och USA. 1957 höll han ett föredrag vid nationalekonomernas världskongress i Tokyo, och anklagade nationalekonomin, såsom den praktiserades, för att sakna verklighetsförankring och för att bortse från hur ekonomin inverkade på människors liv och på naturen, på de kvalitativa konsekvenserna av konjunkturer och marknad. Sådana tankar väckte stor förundran i sin tid. de Jouvenel var en av dem som grundade framtidsforskningen, som blev mycket inflytelserik den sista halvan av 1900-talet. Detta gjorde han framför allt med boken La civilisation de puissance (Kraftcivilisationen) som på bland annat historiefilosofisk grund försökte finna svaret på hur framtiden måste gestalta sig. I detta syfte grundade han tidskriften Futuribles och organisationen Futuribles International. Dessa har vid sidan av de rent filosofiska spörsmålen, hämtat inspiration från bland annat den moderna informationsvetenskapen.
de Jouvenel var, tillsammans med Friedrich Hayek, Jacques Rueff och Milton Friedman, en av grundarna av Mont Pelerin Society.